# Wyleganie

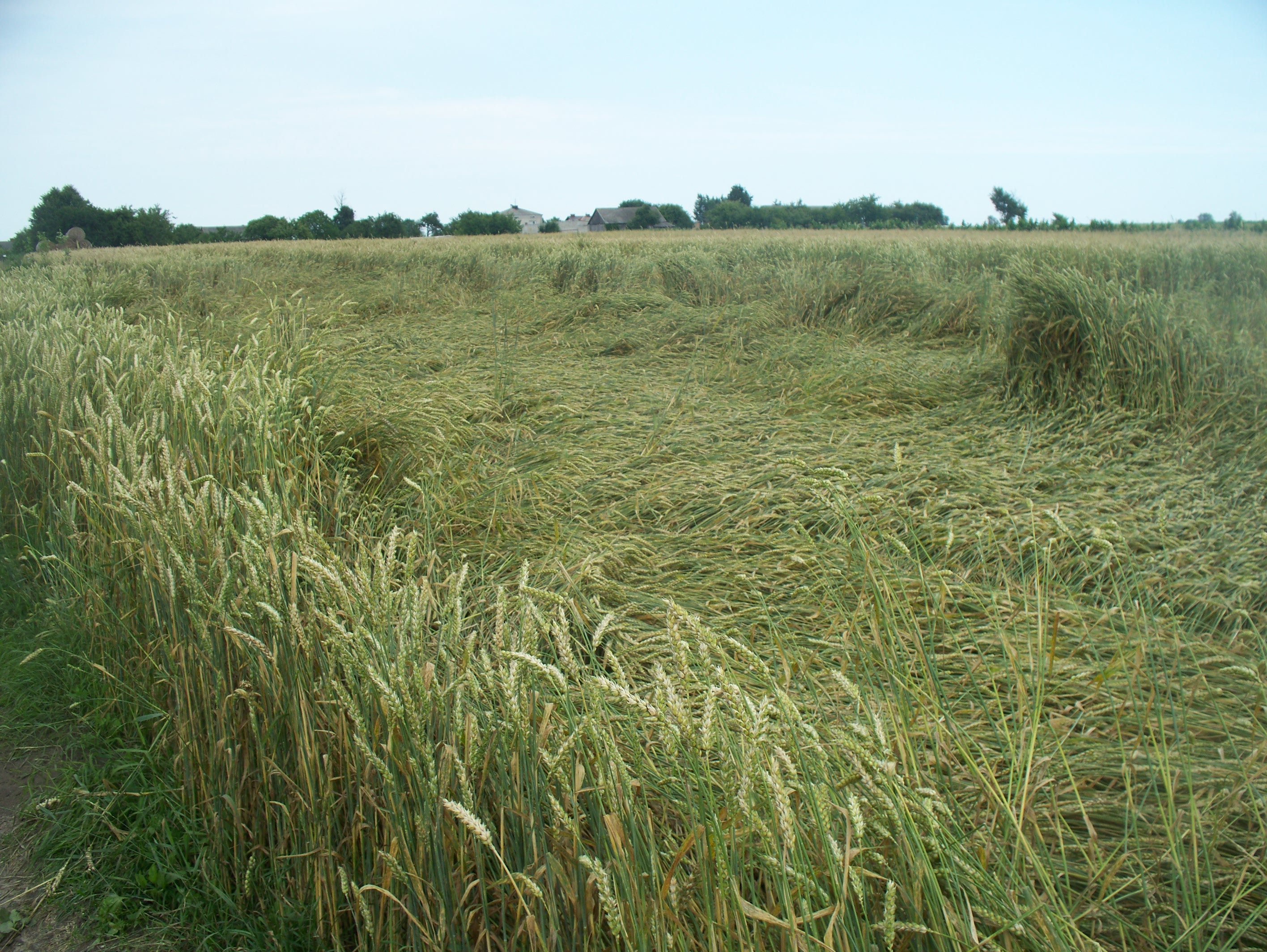
Wyleganie łanu pszenicy wywołane przez silny wiatr

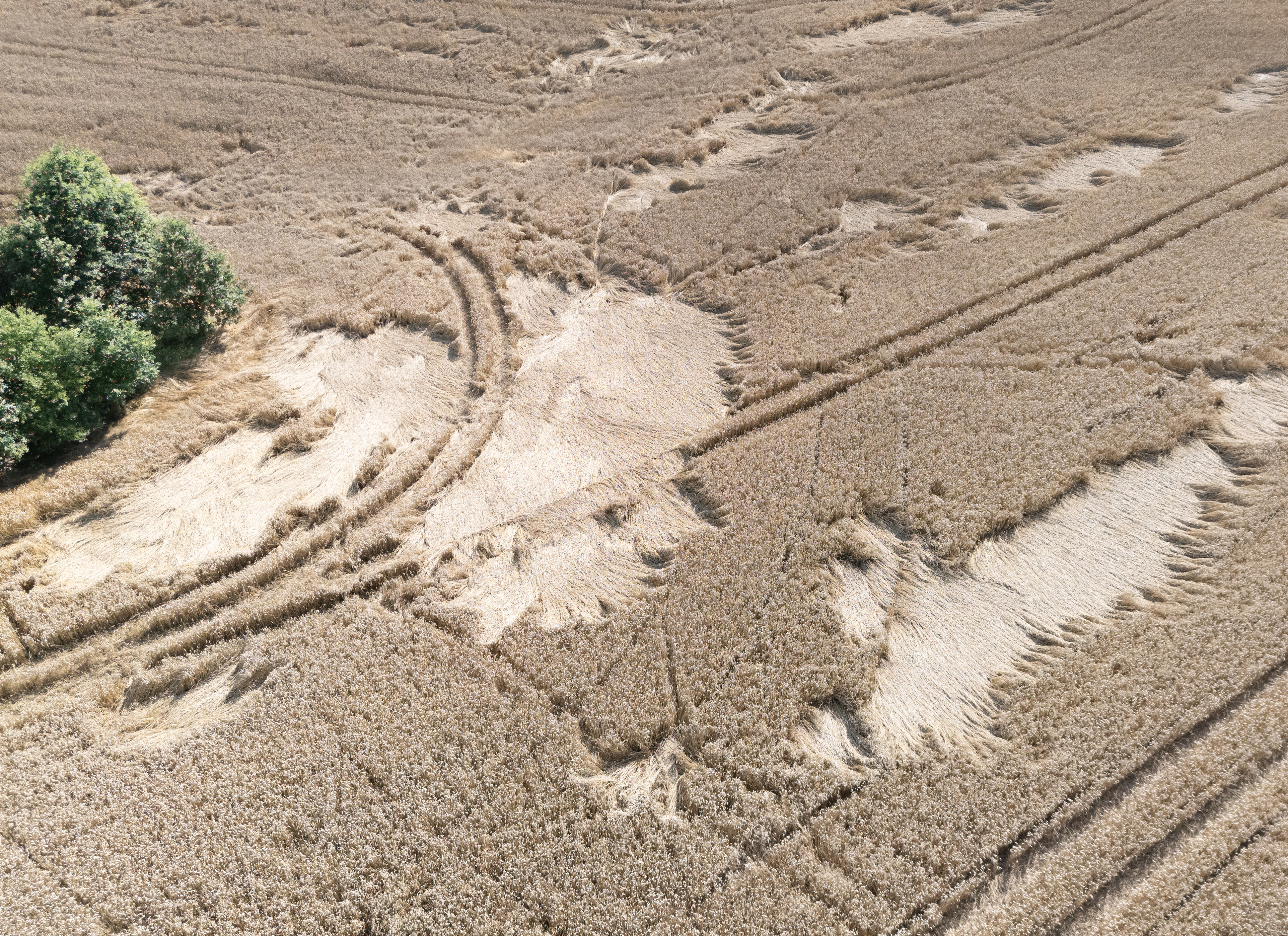
Wyleganie zboża

Wyleganie zbóż – trwałe pochylenie się zbóż u podstawy  źdźbła lub w międzywęźlach. Na wyleganie mają wpływ następujące czynniki:
- genetyczne – gatunek i odmiana zboża, długość źdźbła oraz grubość jego ścianek, masa kłosa, długość i grubość dolnych międzywęźli oraz stosunek tkanek sklerenchymatycznych do miękiszowych;
- agrotechniczne – nieodpowiednie stanowisko, zbyt gęsty siew, niewłaściwe i za duże nawożenie azotowe, porażenie podstawy źdźbła przez choroby podsuszkowe;
- meteorologiczne – silny wiatr, obfity opad deszczu;
- bezpośrednie – choroby, szkodniki, niedobór światła, nieodpowiedni rozwój korzeni, wysoka wilgotność gleby, antagonizm jonowy.

Wyleganie możemy podzielić na łodygowe i korzeniowe. 
Wyleganie łodygowe jest spowodowane zwykle silnym wiatrem i intensywny, ale krótkotrwałymi opadami deszczu, w wyniku czego źdźbła się przełamują. 
Wyleganie korzeniowe występuje zwykle na skutek długotrwałych opadów deszczu, gdy mokre źdźbła i kłosy są na tyle ciężkie, że system korzeniowy rośliny nie jest w stanie utrzymać ich w pionie.